# Sisela Lindblom
Nine Sisela Paula Lindblom, född 23 april 1969 i Hägersten, Stockholms län, är en svensk författare, regissör och dramatiker. Hon är dotter till Paul Lindblom och Nine Christine Jönsson.

## Biografi
Efter studier vid Teaterhögskolan i Stockholm 1989-1992 arbetade Lindblom som skådespelare på bland annat Dalateatern, Östgötateatern och Riksteatern. År 1995 debuterade hon som romanförfattare med Lisa för själen och 1997 regidebuterade hon med en fristående uppsättning av August Strindbergs Fröken Julie. Därefter satte hon upp Émile Zolas Thérèse Raquin (1999) och de egna pjäserna Han var en mus och Flickor på Boulevardteatern, för vilken hon var konstnärlig ledare. Hon har varit verksam som regissör och dramatiker vid Stockholms stadsteater, Göteborgs stadsteater och Radioteatern. 
År 1997 utkom hennes andra roman, Jägarinna. Med sin tredje roman, De skamlösa (2007), gav hon upphov till den så kallade ”väskdebatten”, som försiggick under våren samma år, i vilken frågor om konsumtion, dess pris och funktion, ventilerades. År 2011 kom en fjärde roman The Agency och 2021 den uppmärksammade berättelsen om häxprocesser på Södermalm på 1600-talet, Brinn!
Sedan 2012 är hon även verksam som dramaturg vid Göteborgs stadsteater.

## Teater – skådespeleri, dramatik, regi
- Fina flickor fiser inte, manus och regi, skådespelare tillsammans med Anna Maria Käll och Gunilla Röör, Mosebacke etablissemang, Komediteatern mfl, 1993
- Lisbet Carlsdotter Story, manus och skådespelare, Stockholms Stadsmuseum, 1996[9]
- Fröken Julie, regi (August Strindberg) Ensemble Stockholm, 1997-98[10]

- Oleanna, regi (David Mamet), Borås stadsteater, 1999
- Thérèse Raquin, regi (Emile Zola) och bearbetning, Boulevardteatern, 1999[11]
- Brott och brott, regi (August Strindberg) Radioteatern 1999
- Speed, regi (David Mamet). Stockholms Stadsteater, Backstage, 2000
- Han var en mus, manus och regi, Boulevardteatern, 2000[12]
- Flickor, manus och regi, Boulevardteatern, 2002[13]
- Fordringsägare, regi (August Strindberg), 2002[14]
- Ur mörkret (fritt efter Victoria Benedictsson), manus och regi, för Radioteatern, 2002[15]
- Sell Out, manus och regi, Teaterhögskolan i Luleå, slutproduktion, 2003[16]
- Blondiner, manus och regi Stockholms Stadsteater, 2003[17]
- Drottning Kristina, regi (August Strindberg), Strindbergs Intima teater, 2004
- Frukost med Emma, regi (Fay Weldon efter Flaubert), Radioteatern 2008[18]
- Radiosex I parken och I provrummet, manus, Radioteatern 2008
- Döden i Venedig - men ni är ju inte alls speciellt ung längre - dramatisering (Thomas Mann) Radioteatern 2009[19]
- Ökenkrönikörer, manus och regi, Radioteatern 2011[20]
- Stjärnan, manus och regi, Göteborgs Stadsteater 2011[21]
- Efverman på slak lina, regi (Anna-Lena Efverman)  2013[22]
- Machinal, regi (Sophie Treadwell), Göteborgs Stadsteater 2015[23]
- Jeanne D'Arc, manus, Backa teater 2017
- Dom Blinda, regi (Astrid Saalbach), Göteborgs Stadsteater 2018